# Западный оджибве
Западный оджибве (Ojibway, Ojibwe, Plains Ojibway, Saulteaux, Western Ojibwa) - находящийся под угрозой исчезновения алгонкинский язык и один из диалектов языка Оджибве, на котором говорит народ оджибве, проживающий на западе от озера Виннипег в штате Саскачеван, Манитоба, с группами на дальнем западе штата Британская Колумбия в Канаде. Saulteaux - главный термин, который используется в английском языке для обозначения их языка и носителей, а Nakawēmowin - это общин термин в их языке.